# Stazioni ferroviarie del Giappone (R)
| Stazioni ferroviarie del Giappone | Stazioni ferroviarie del Giappone | Stazioni ferroviarie del Giappone | Stazioni ferroviarie del Giappone | Stazioni ferroviarie del Giappone | Stazioni ferroviarie del Giappone | Stazioni ferroviarie del Giappone | Stazioni ferroviarie del Giappone | Stazioni ferroviarie del Giappone | Stazioni ferroviarie del Giappone | Stazioni ferroviarie del Giappone | Stazioni ferroviarie del Giappone | Stazioni ferroviarie del Giappone | Stazioni ferroviarie del Giappone | Stazioni ferroviarie del Giappone | Stazioni ferroviarie del Giappone | Stazioni ferroviarie del Giappone | Stazioni ferroviarie del Giappone | Stazioni ferroviarie del Giappone | Stazioni ferroviarie del Giappone | Stazioni ferroviarie del Giappone |
| --------------------------------- | --------------------------------- | --------------------------------- | --------------------------------- | --------------------------------- | --------------------------------- | --------------------------------- | --------------------------------- | --------------------------------- | --------------------------------- | --------------------------------- | --------------------------------- | --------------------------------- | --------------------------------- | --------------------------------- | --------------------------------- | --------------------------------- | --------------------------------- | --------------------------------- | --------------------------------- | --------------------------------- |
| A                                 | B                                 | C                                 | D                                 | E                                 | F                                 | G                                 | H                                 | I                                 | J                                 | KL                                | M                                 | N                                 | OP                                | R                                 | S                                 | T                                 | U                                 | W                                 | Y                                 | Z                                 |

## Lista delle stazioni
| Stazione di Raihai                 | 礼拝駅（らいはい）                         |
| Stazione di Raikōji                | 来迎寺駅（らいこうじ）                     |
| Stazione di Rakurakuen             | 楽々園駅（らくらくえん）                   |
| Stazione di Rakusaiguchi           | 洛西口駅（らくさいぐち）                   |
| Stazione di Rakutenchishita        | ラクテンチ下駅（らくてんちした）           |
| Stazione di Rakutenchiue           | ラクテンチ上駅（らくてんちうえ）           |
| Stazione di Randen Saga            | 嵐電嵯峨駅（らんでんさが）                 |
| Stazione di Randen Tenjingawa      | 嵐電天神川駅（らんでんてんじんがわ）       |
| Stazione di Rankoshi               | 蘭越駅（らんこし）                         |
| Stazione di Ranru                  | 蘭留駅（らんる）                           |
| Stazione di Ranshima               | 蘭島駅（らんしま）                         |
| Stazione di Rebun                  | 礼文駅（れぶん）                           |
| Stazione di Rendaiji               | 蓮台寺駅（れんだいじ）                     |
| Stazione di Rengeji                | 蓮花寺駅（れんげじ）                       |
| Stazione di Resort Gateway         | リゾートゲートウェイ・ステーション駅       |
| Stazione di Reuke                  | 礼受駅（れうけ）                           |
| Stazione di Rifu                   | 利府駅（りふ）                             |
| Stazione di Rikuchū-Kanzaki        | 陸中門崎駅（りくちゅうかんざき）           |
| Stazione di Rikuchū-Kawai          | 陸中川井駅（りくちゅうかわい）             |
| Stazione di Rikuchū-Matsukawa      | 陸中松川駅（りくちゅうまつかわ）           |
| Stazione di Rikuchū-Nakano         | 陸中中野駅（りくちゅうなかの）             |
| Stazione di Rikuchū-Natsui         | 陸中夏井駅（りくちゅうなつい）             |
| Stazione di Rikuchū-Noda           | 陸中野田駅（りくちゅうのだ）               |
| Stazione di Rikuchū-Ōhashi         | 陸中大橋駅（りくちゅうおおはし）           |
| Stazione di Rikuchū-Ōsato          | 陸中大里駅（りくちゅうおおさと）           |
| Stazione di Rikuchū-Orii           | 陸中折居駅（りくちゅうおりい）             |
| Stazione di Rikuchū-Ube            | 陸中宇部駅（りくちゅううべ）               |
| Stazione di Rikuchū-Yagi           | 陸中八木駅（りくちゅうやぎ）               |
| Stazione di Rikuchū-Yamada         | 陸中山田駅（りくちゅうやまだ）             |
| Stazione di Rikuzen-Akai           | 陸前赤井駅（りくぜんあかい）               |
| Stazione di Rikuzen-Akasaki        | 陸前赤崎駅（りくぜんあかさき）             |
| Stazione di Rikuzen-Hamada         | 陸前浜田駅（りくぜんはまだ）               |
| Stazione di Rikuzen-Haranomachi    | 陸前原ノ町駅（りくぜんはらのまち）         |
| Stazione di Rikuzen-Hashikami      | 陸前階上駅（りくぜんはしかみ）             |
| Stazione di Rikuzen-Inai           | 陸前稲井駅（りくぜんいない）               |
| Stazione di Rikuzen-Koizumi        | 陸前小泉駅（りくぜんこいずみ）             |
| Stazione di Rikuzen-Minato         | 陸前港駅（りくぜんみなと）                 |
| Stazione di Rikuzen-Ochiai         | 陸前落合駅（りくぜんおちあい）             |
| Stazione di Rikuzen-Ono            | 陸前小野駅（りくぜんおの）                 |
| Stazione di Rikuzen-Ōtsuka         | 陸前大塚駅（りくぜんおおつか）             |
| Stazione di Rikuzen-Sannō          | 陸前山王駅（りくぜんさんのう）             |
| Stazione di Rikuzen-Shirasawa      | 陸前白沢駅（りくぜんしらさわ）             |
| Stazione di Rikuzen-Takasago       | 陸前高砂駅（りくぜんたかさご）             |
| Stazione di Rikuzen-Takata         | 陸前高田駅（りくぜんたかた）               |
| Stazione di Rikuzen-Togura         | 陸前戸倉駅（りくぜんとぐら）               |
| Stazione di Rikuzen-Tomiyama       | 陸前富山駅（りくぜんとみやま）             |
| Stazione di Rikuzen-Toyosato       | 陸前豊里駅（りくぜんとよさと）             |
| Stazione di Rikuzen-Yachi          | 陸前谷地駅（りくぜんやち）                 |
| Stazione di Rikuzen-Yahagi         | 陸前矢作駅（りくぜんやはぎ）               |
| Stazione di Rikuzen-Yamashita      | 陸前山下駅（りくぜんやました）             |
| Stazione di Rikuzen-Yokoyama       | 陸前横山駅（りくぜんよこやま）             |
| Stazione di Ringō                  | 梨郷駅（りんごう）                         |
| Stazione di Rinkanden'entoshi      | 林間田園都市駅（りんかんでんえんとし）     |
| Stazione di Rinkū Town             | りんくうタウン駅                           |
| Stazione di Rinkū-Tokoname         | りんくう常滑駅（りんくうとこなめ）         |
| Stazione di Ritsurin               | 栗林駅（りつりん）                         |
| Stazione di Ritsurinkōen           | 栗林公園駅（りつりんこうえん）             |
| Stazione di Ritsurinkōen Kitaguchi | 栗林公園北口駅（りつりんこうえんきたぐち） |
| Stazione di Rittō                  | 栗東駅（りっとう）                         |
| Stazione di Rokakōen               | 芦花公園駅（ろかこうえん）                 |
| Stazione di Rokken (Gifu)          | 六軒駅 (岐阜県)（ろっけん）                |
| Stazione di Rokken (Mie)           | 六軒駅 (三重県)（ろっけん）                |
| Stazione di Rokkō Cable-shita      | 六甲ケーブル下駅（ろっこうけーぶるした）   |
| Stazione di Rokkō                  | 六甲駅（ろっこう）                         |
| Stazione di Rokkōmichi             | 六甲道駅（ろっこうみち）                   |
| Stazione di Rokkōsanjō             | 六甲山上駅（ろっこうさんじょう）           |
| Stazione di Rokubanchō             | 六番町駅（ろくばんちょう）                 |
| Stazione di Rokuchō                | 六町駅（ろくちょう）                       |
| Stazione di Rokugō                 | 六合駅（ろくごう）                         |
| Stazione di Rokugōdote             | 六郷土手駅（ろくごうどて）                 |
| Stazione di Rokuhara               | 六原駅（ろくはら）                         |
| Stazione di Rokujizō               | 六地蔵駅（ろくじぞう）                     |
| Stazione di Rokujō                 | 六条駅（ろくじょう）                       |
| Stazione di Rokumanji              | 六万寺駅（ろくまんじ）                     |
| Stazione di Rokuōin                | 鹿王院駅（ろくおういん）                   |
| Stazione di Rokutanji              | 六反地駅（ろくたんじ）                     |
| Stazione di Rokuwa                 | 六輪駅（ろくわ）                           |
| Stazione di Ropeway Iriguchi       | ロープウェイ入口駅（ろーぷうぇいいりぐち） |
| Stazione di Roppongi               | 六本木駅（ろっぽんぎ）                     |
| Stazione di Roppongi-itchōme       | 六本木一丁目駅（ろっぽんぎいっちょうめ）   |
| Stazione di Ropponmatsu            | 六本松駅（ろっぽんまつ）                   |
| Stazione di Rubeshibe              | 留辺蘂駅（るべしべ）                       |
| Stazione di Rumoi                  | 留萌駅（るもい）                           |
| Stazione di Ryōanji                | 龍安寺駅（りょうあんじ）                   |
| Stazione di Ryōgoku                | 両国駅（りょうごく）                       |
| Stazione di Ryōishi                | 両石駅（りょういし）                       |
| Stazione di Ryokuchikōen           | 緑地公園駅（りょくちこうえん）             |
| Stazione di Ryokuentoshi           | 緑園都市駅（りょくえんとし）               |
| Stazione di Ryōri                  | 綾里駅（りょうり）                         |
| Stazione di Ryūgamizu              | 竜ヶ水駅（りゅうがみず）                   |
| Stazione di Ryūgasaki              | 竜ヶ崎駅（りゅうがさき）                   |
| Stazione di Ryūmai                 | 竜舞駅（りゅうまい）                       |
| Stazione di Ryūō                   | 竜王駅（りゅうおう）                       |
| Stazione di Ryūōkyō                | 龍王峡駅（りゅうおうきょう）               |
| Stazione di Ryūtsū Center          | 流通センター駅（りゅうつうせんたー）       |